# Loché-sur-Indrois
Loché-sur-Indrois é uma comuna francesa na região administrativa do Centro, no departamento Indre-et-Loire. Estende-se por uma área de 69,5 km². Em 2010 a comuna tinha 488 habitantes (densidade: 7 hab./km²).